# Guzmania tenuifolia
Guzmania tenuifolia är en gräsväxtart som först beskrevs av Hans Edmund Luther, och fick sitt nu gällande namn av Julio Betancur och N.R.Salinas. Guzmania tenuifolia ingår i släktet Guzmania och familjen Bromeliaceae. Inga underarter finns listade i Catalogue of Life.